# Tour d'Italie 1967

La 50e édition du Tour d'Italie s'est élancée de Treviglio le 20 mai 1967 et est arrivée à Milan le 11 juin. Long de 3 781 km, ce Giro a été remporté par l'Italien Felice Gimondi. C'est la première participation à cette épreuve du Belge Eddy Merckx 9e au général et vainqueur de deux étapes mais aussi la dernière du Français Jacques Anquetil qui termine troisième comme en 1966, après avoir porté le maillot rose deux jours et entrevu la victoire.

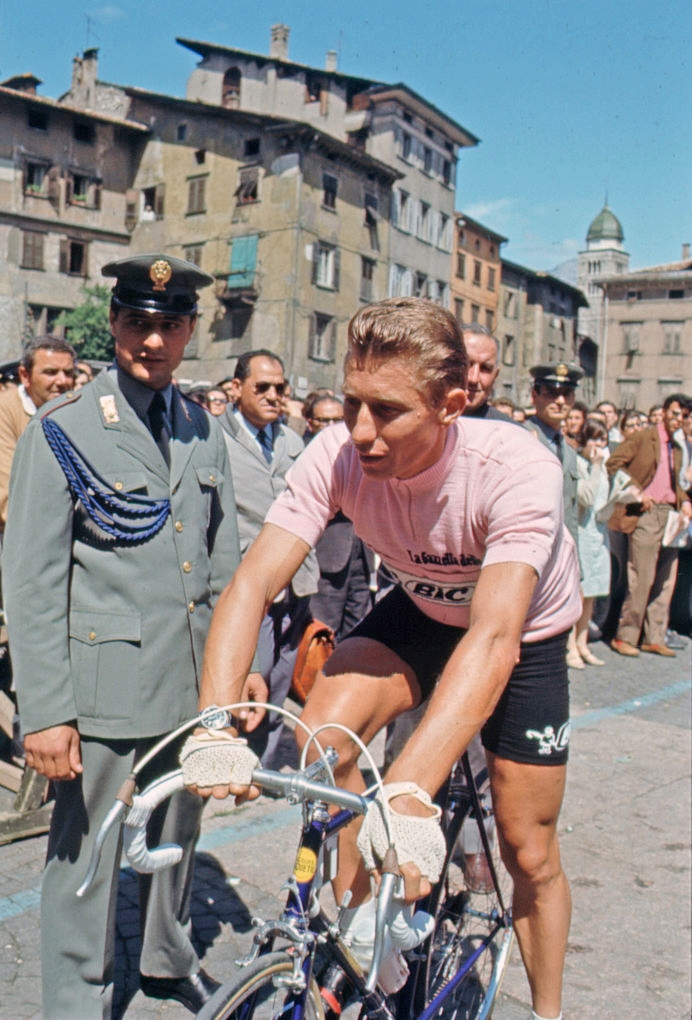
Jacques Anquetil en rose au départ de l'étape Trente-Tirano du Giro 1967.

## La course
Il s'agit du dernier grand tour de Jacques Anquetil et du premier d'Eddy Merckx. Les favoris restent proches au classement général avant l'étape de montagne se terminant aux Trois cimes de Lavaredo. Celle-ci est annulée car, sous la pluie, la route est transformée en bourbier, obligeant les voitures à s'arrêter. Le lendemain, Jacques Anquetil perd 27 secondes sur les favoris, mais prend le maillot rose. Lors de l'avant-dernière étape, il est attaqué à plusieurs reprises. Felice Gimondi finit par porter l'assaut décisif : échappé en solitaire, il gagne avec quatre minutes d'avance. Jacques Anquetil s'estime volé, affirmant que Felice Gimondi a pu s'échapper en étant emmené par la voiture du directeur de course adjoint. Il termine troisième de ce Giro, derrière Felice Gimondi et Franco Balmamion. Les propos de Jacques Anquetil seront corroborés en 2012 sur son lit de mort par Giovanni Michelotti, le directeur de course de l'époque.

## Anecdotes
L’arrivée à Salerne fut perturbée par les débordements du public qui envahit la dernière ligne droite, provoquant une chute dans laquelle plusieurs coureurs souffrent de fractures.
Dans les derniers kilomètres de l’étape Udine-Tre Cime di Lavaredo, la régularité de la course fut également menacée par un public indiscipliné et aucune modification ne fut enregistrée au classement général. Le classement par points vit son attractivité renforcée par l’introduction de la Maglia Rossa, parrainée par Birra Dreher.

## Équipes participantes
| N.    | Code | Équipe         |
| ----- | ---- | -------------- |
| 1-10  | MOL  | Molteni        |
| 11-20 | BIC  | Bic            |
| 21-30 | WIL  | Cynar          |
| 31-40 | FIL  | Filotex        |
| 41-50 | GER  | Germanvox-Wega |
| 51-60 | KAS  | KAS-Kaskol     |
| 61-70 | MAI  | Mainetti       |

| N.      | Code | Équipe              |
| ------- | ---- | ------------------- |
| 71-80   | MAX  | Max Meyer           |
| 81-90   | PEU  | Peugeot-BP-Michelin |
| 91-100  | ROM  | Romeo-Smith's       |
| 101-110 | SLM  | Salamini-Luxor TV   |
| 111-120 | SAL  | Salvarani           |
| 121-130 | VIT  | Vittadello          |

## Classement général

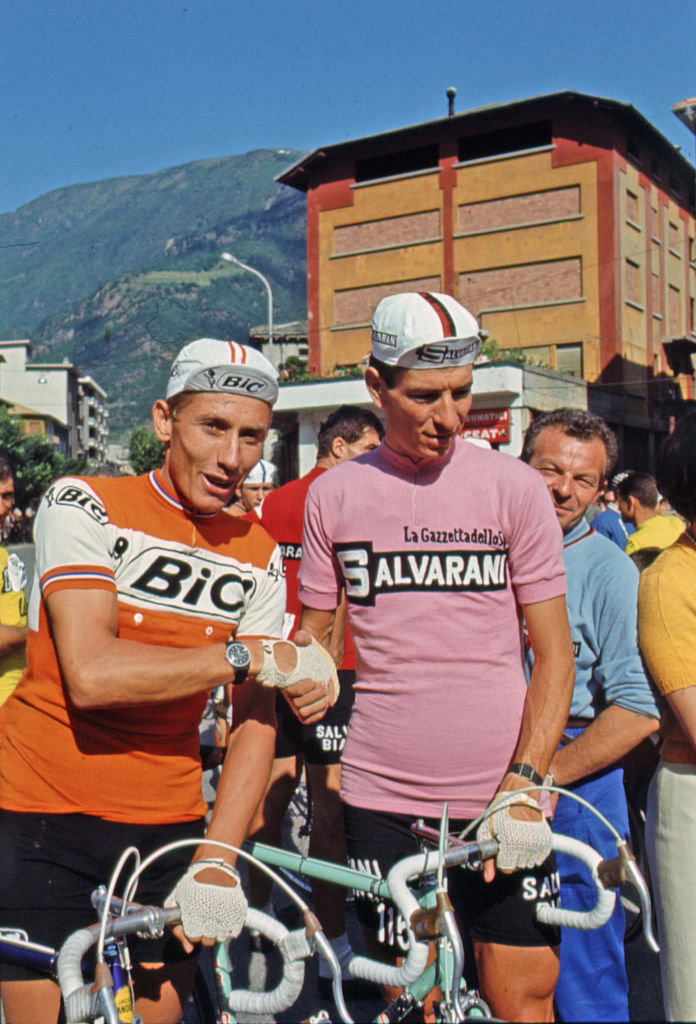
Jacques Anquetil, troisième de son dernier Giro en 1967, serre la main du vainqueur Felice Gimondi.

| Classement général final |                  |
| --- | ---------------- |
| \| 1. Felice Gimondi \| 11 h 05 min 34 s \| \| 2. Franco Balmamion \| à 3 min 36 s \| \| 3. Jacques Anquetil \| à 3 min 45 s \| \| 4. Vittorio Adorni \| à 4 min 33 s \| \| 5. José Pérez Francés \| à 5 min 17 s \| \| 6. Gianni Motta \| à 6 min 21 s \| \| 7. Lucien Aimar \| à 7 min 25 s \| \| 8. Francisco Gabica \| à 9 min 43 s \| \| 9. Eddy Merckx \| à 11 min 41 s \| \| 10. Eusebio Vélez \| à 15 min 00 s \| \| 100 partants, 83 classés \| \| |                  |
| 1. Felice Gimondi | 11 h 05 min 34 s |
| 2. Franco Balmamion | à 3 min 36 s     |
| 3. Jacques Anquetil | à 3 min 45 s     |
| 4. Vittorio Adorni | à 4 min 33 s     |
| 5. José Pérez Francés | à 5 min 17 s     |
| 6. Gianni Motta | à 6 min 21 s     |
| 7. Lucien Aimar | à 7 min 25 s     |
| 8. Francisco Gabica | à 9 min 43 s     |
| 9. Eddy Merckx | à 11 min 41 s    |
| 10. Eusebio Vélez | à 15 min 00 s    |
| 100 partants, 83 classés |                  |

## Étapes

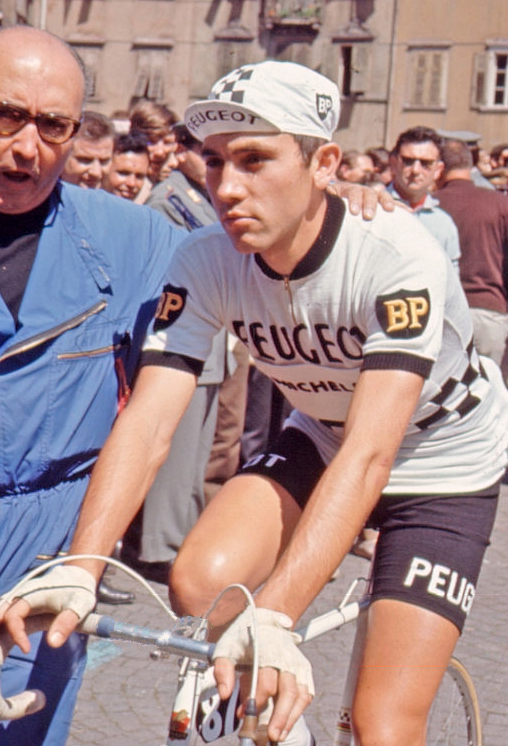
Eddy Merckx, 21 ans, lors de son premier Grand Tour, avant le départ de la 22e étape.

| Étape      | Date     | Villes étapes                 | km       | Vainqueur d'étape       | Leader du classement général |
| 1re étape  | 20 mai   | Treviglio - Alessandria       | 135      | Giorgio Zancanaro       | Giorgio Zancanaro            |
| 2e étape   | 21 mai   | Alessandria - La Spezia       | 223      | Antonio Gómez del Moral | Antonio Gómez del Moral      |
| 3e étape   | 22 mai   | La Spezia - Prato             | 205      | Michele Dancelli        | Antonio Gómez del Moral      |
| 4e étape   | 23 mai   | Florence - Chianciano Terme   | 155      | Dino Zandegù            | Antonio Gómez del Moral      |
| 5e étape   | 24 mai   | Rome - Naples                 | 220      | Willy Planckaert        | Michele Dancelli             |
| 6e étape   | 25 mai   | Palerme - Palerme             | 63       | Rudi Altig              | Michele Dancelli             |
| 7e étape   | 26 mai   | Catania - Etna                | 179      | Franco Bitossi          | Michele Dancelli             |
| 8e étape   | 27 mai   | Reggio Calabria - Cosenza     | 220      | Jean Stablinski         | José Pérez Francés           |
| 9e étape   | 28 mai   | Cosenza - Tarente             | 200      | Albert Van Vlierberghe  | José Pérez Francés           |
| 10e étape  | 29 mai   | Bari - Potenza                | 145      | Willy Planckaert        | José Pérez Francés           |
| 11e étape  | 30 mai   | Potenza - Salerno             | 120      | Rudi Altig              | José Pérez Francés           |
| 12e étape  | 31 mai   | Caserta - Block Haus          | 206      | Eddy Merckx             | José Pérez Francés           |
| 13e étape  | 1er juin | Chieti - Riccione             | 245      | Georges Vandenberghe    | José Pérez Francés           |
| 14e étape  | 2 juin   | Riccione - Lido degli Estensi | 100      | Eddy Merckx             | José Pérez Francés           |
| 15e étape  | 3 juin   | Lido degli Estensi - Mantoue  | 164      | Michele Dancelli        | José Pérez Francés           |
| 16e étape  | 4 juin   | Mantoue - Vérone              | 45 (clm) | Ole Ritter              | Jacques Anquetil             |
| 17e étape  | 6 juin   | Vérone - Vicenza              | 160      | Francisco Gabica        | Silvano Schiavon             |
| 18e étape  | 7 juin   | Vicenza - Udine               | 170      | Dino Zandegù            | Silvano Schiavon             |
| 19e étape  | 8 juin   | Udine - Tre Cime di Lavaredo  | 180      | étape annulée           | Silvano Schiavon             |
| 20e étape  | 9 juin   | Cortina d'Ampezzo - Trente    | 220      | Vittorio Adorni         | Jacques Anquetil             |
| 21e étape  | 10 juin  | Trente - Tirano               | 220      | Marcello Mugnaini       | Felice Gimondi               |
| 22ea étape | 11 juin  | Tirano - Passo del Ghisallo   | 140      | Aurelio González        | Felice Gimondi               |
| 22eb étape | 11 juin  | Passo del Ghisallo - Milan    | 75       | Willy Planckaert        | Felice Gimondi               |

## Classements annexes
| Classement par points     | Dino Zandegù      | 200 points   |
| Deuxième                  | Eddy Merckx       | 178 points   |
| Troisième                 | Willy Planckaert  | 176 points   |
| Classement de la montagne | Aurelio González  | 630 points   |
| Deuxième                  | Vittorio Adorni   | 150 points   |
| Troisième                 | Wladimiro Panizza | 140 points   |
| Classement par équipes    | KAS               | 4 170 points |
| Deuxième                  | Vitadello         | 3 418 points |
| Troisième                 | Salvarani         | 3 254 points |

## Liste des coureurs
| Molteni | Bic | Cynar |
| - 1 Gianni Motta (Ita) 6e - 2 Rudi Altig (All) ab - 3 Franco Balmamion (Ita) 2e - 4 Giacomo Fornoni (Ita) ab - 5 Adriano Passuello (Ita) 33e - 6 Giuseppe Fezzardi (Ita) ab - 7 Tommaso De Pra (Ita) 68e - 8 Franco Bodrero (Ita) 46e - 9 Pietro Scandelli (Ita) ab - 10 Mario Anni (Ita) 52e                                    | - 11 Jacques Anquetil (Fra) 3e - 12 Lucien Aimar(Fra) 7e - 13 Jean Stablinski (Fra) ab - 14 Jean Milesi (Fra) 66e - 15 Anatole Novak (Fra) ab - 16 Michel Grain (Fra) ab - 17 Paul Lemeteyer (Fra) ab - 18 Yves Lepachelet (Fra) ab - 19 Vincent Denson (Gbr) ab - 20 Arie den Hartog (Hol) ab                              | - 21 Rik Van Looy (Bel) ab - 22 Jo De Roo (Hol) ab - 23 Julien Stevens (Bel) ab - 24 Jan Tummers (Hol) ab - 25 Henri De Wolf (Bel) ab - 26 Jan Schroder (Hol) ab - 27 Jozef Timmerman (Bel) ab - 28 Harm Ottenbros (Hol) ab - 29 Willy Derboven (Bel) ab - 30 Karel Leyten (Hol) ab                                                                   |
| Filotex | Germanvox | Kas |
| - 31 Franco Bitossi (Ita) 15e - 32 Vendramino Bariviera (Ita) ab - 33 Vittorio Chiarini (Ita) 55e - 34 Ugo Colombo (Ita) ab - 35 Giuseppe Grassi (Ita) 69e - 36 Giorgio Favaro (Ita) 57e - 37 Rolf Maurer (Sui) 25e - 38 Marcello Mugnaini (Ita) 14e - 39 Alberto Della Torre (Ita) 48e - 40 Roberto Ballini (Ita) ab            | - 41 Vito Taccone (Ita) ab - 42 Ole Ritter (Dan) ab - 43 Mario Di Toro (Ita) 63e - 44 Giuseppe Poli (Ita) ab - 45 Primo Franchini (Ita) ab - 46 Lorenzo Carminati (Ita) 54e - 47 Bruno Vittiglio (Ita) ab - 48 Eraldo Bocci (Ita) 61e - 49 Ferruccio Manza (Ita) ab - 50 Giancarlo Tampieri (Ita) ab                        | - 51 Francisco Gabica (Esp) 8e - 52 José Pérez Francés (Esp) 5e - 53 Antonio Gómez del Moral (Esp) 13e - 54 Carlos Echeverría (Esp) 17e - 55 Eusebio Vélez (Esp) 10e - 56 Manuel Martín Piñera (Esp) 50e - 57 Aurelio González Puente (Esp) 11e - 58 Gregorio San Miguel (Esp) ab - 59 Sebastián Elorza (Esp) 45e - 60 Vicente López Carril (Esp) 23e |
| Mainetti | Max Meyer | Peugeot |
| - 61 Marino Basso (Ita) ab - 62 Pietro Campagnari (Ita) ab - 63 Mario Da Dalt (Ita) ab - 64 Giovanni De Franceschi (Ita) 58e - 65 Giorgio Destro (Ita) ab - 66 Lino Farisato (Ita) 31e - 67 Lucillo Lievore (Ita) 70e - 68 Giuseppe Milioli (Ita) ab - 69 Antonio Temporin (Ita) ab - 70 Bruno Centomo (Ita) ab                  | - 71 René Binggeli (Sui) 29e - 72 Gianpaolo Cucchietti (Ita) 34e - 73 Luciano Galbo (Ita) 35e - 74 Bruno Fantinato (Ita) ab - 75 Claudio Michelotto (Ita) 26e - 76 Guido Neri (Ita) 40e - 77 Remo Stefanoni (Ita) 43e - 78 Giorgio Zancanaro (Ita) ab - 79 Renzo Fontona (Ita) 21e - 80 Mario Maino (Ita) ab                | - 81 Ferdinand Bracke (Bel) 39e - 82 Winfried Boelke (All) ab - 83 Jean-Claude Daunat (Fra) 62e - 84 Peter Hill (Gbr) ab - 85 Roger Verdeyden (Bel) ab - 86 Karl-Heinz Kunde (All) ab - 87 Eddy Merckx (Bel) 9e - 88 Henri Rabaute (Fra) 37e - 89 Roger Pingeon (Fra) ab - 90 Francis Pamart (Fra) ab                                                 |
| Romeo Smith's | Salamini Luxor | Salvarani |
| - 91 Edy Schütz (Lux) ab - 92 Cees Lute (Hol) ab - 93 Frans Brands (Bel) 28e - 94 Jacques De Boever (Bel) 47e - 95 Roger Kindt (Bel) ab - 96 Willy Planckaert (Bel) 41e - 97 Georges Vandenberghe (Bel) 42e - 98 Julien Haelterman (Bel) ab - 99 Albert Van Vlierberghe (Bel) 60e - 100 Theo Verschueren (Bel) ab                | - 101 Vittorio Adorni (Ita) 4e - 102 Antonio Albonetti (Ita) 59e - 103 Luciano Armani (Ita) 38e - 104 Attilio Benfatto (Ita) ab - 105 Lino Carletto (Ita) 20e - 106 Emilio Casalini (Ita) 51e - 107 Pietro Guerra (Ita) 32e - 108 Imerio Massignan (Ita) 24e - 109 Italo Mazzacurati (Ita) 67e - 110 Bruno Mealli (Ita) 44e | - 111 Carlo Chiappano (Ita) 49e - 112 Mino Denti (Ita) 53e - 113 Adriano Durante (Ita) 65e - 114 Giancarlo Ferretti (Ita) 36e - 115 Felice Gimondi (Ita) 1e - 116 Mario Minieri (Ita) ab - 117 Roberto Poggiali (Ita) 19e - 118 Flaviano Vicentini (Ita) 27e - 119 Italo Zilioli (Ita) ab - 120 Dino Zandegu (Ita) 18e                                |
| Vittadello | | |
| - 121 Michele Dancelli (Ita) ab - 122 Severino Andreoli (Ita) 64e - 123 Graziano Battistini (Ita) ab - 124 Giancarlo Polidori (Ita) 30e - 125 Renzo Baldan (Ita) 56e - 126 Wladimiro Panizza (Ita) 22e - 127 Silvano Schiavon (Ita) 12e - 128 Aldo Pifferi (Ita) ab - 129 Aldo Moser (Ita) 16e - 130 Ambrogio Portalupi (Ita) ab | | |

## Sources
- (nl) Cet article est partiellement ou en totalité issu de l’article de Wikipédia en néerlandais intitulé « Ronde van Italië 1967 » (voir la liste des auteurs).